# Inputwahl
Die Inputwahl stellt eines der drei Teilthemen in der Unternehmenstheorie dar und ist eine Voraussetzung für die Gewinnmaximierung. Um die optimale, kostenminimierende Inputkombination des Unternehmens zu bestimmen, müssen vorab die anderen beiden Themenkomplexe Produktionstechnologie und Produktionskosten zusammengeführt werden.
Das Ziel bei der Wahl des Inputs ist in der Regel, den produzierten Output zu maximieren.

## Voraussetzungen
Für die optimale Inputkombination müssen zwei Voraussetzungen erfüllt sein:
- Sie muss sich auf der Isokostengerade befinden. D. h., sie muss aufgrund des Produktionsbudgets realisierbar sein.[1]

- Sie muss dem Produzenten die Produktion einer maximalen Outputmenge ermöglichen, also auf einer möglichst hohen Isoquante(innerhalb eines Faktordiagramms) liegen.

{\displaystyle \longrightarrow } Analog zu den Indifferenzkurven beschreiben Isoquanten, welche Inputkombinationen die gleiche
Outputmenge erzeugen.

## Die Isokostengerade
Die Inputfaktoren (Produktionsfaktoren) sind nicht frei verfügbar und die Einsatzmengen werden durch die Kosten für die Inputs begrenzt. Es muss nun festgestellt werden, ob sich das Unternehmen die Inputfaktoren, die zur Produktion der entsprechenden Outputmengen benötigt werden, auch wirklich leisten kann.
Die Isokostengerade gibt alle Kombinationen in einem Faktordiagramm an, die zu gleich hohen Gesamtkosten (entsprechend dem Budget) führen. Mit dieser Geraden kann man die Minimalkostenkombination des Inputs bestimmen.
Die Preise der betrachteten Inputfaktoren bestimmen die Lage (Steigung) der Isokostengerade.
{\displaystyle \longrightarrow } Analogie zur Budgetgerade aus der Haushaltstheorie

### Graphische Darstellung

Abbildung 1: Die Isokostengerade

- C= Gesamtkosten
- r= Zinsen
- w= Preis der Arbeit
- L= Menge der Arbeit

### Die Kostenfunktion
Diese Funktion setzt die Produktionskosten mit dem Produktionsniveau und anderen Variablen, die das Unternehmen kontrollieren kann, in Beziehung. Oder: Gibt die minimalen Gesamtkosten für die Produktion der Outputmenge an.
Annahme: 2 Inputfaktoren(Arbeit&Kapital):
- {\displaystyle L}:Menge an Arbeit
- {\displaystyle K}:Menge an Kapital
- {\displaystyle w}:Preis an Arbeit
- {\displaystyle r}:Preis des Kapitals
- {\displaystyle C}:Gesamtkosten der Produktion

Gesamtkosten der Produktion:
{\displaystyle C=wL+rK} bzw. {\displaystyle K={\tfrac {C}{r}}-{\tfrac {w}{r}}L}
{\displaystyle \longrightarrow } unterschiedliche Isokostengeraden repräsentieren verschiedene Gesamtkostenniveaus

## Die kostenminimierte Inputwahl
Die optimale Inputkombination befindet sich am Tangentialpunkt der Isokostengerade mit der höchstmöglichen Isoquante, die diese gerade noch berührt.
In diesem Punkt sind die Steigungen von der Isokostengerade und der Isoquante identisch.
Die Steigung der Isoquante wird größenmäßig durch die
Grenzrate der technischen Substitution (GRTS) beschrieben. Diese Grenzrate beschreibt den Betrag, um den die Menge eines Inputs reduziert werden kann, wenn eine zusätzliche Einheit eines anderen Inputs eingesetzt wird, sodass der Output konstant bleibt.
Es gilt also:
{\displaystyle GRTS=-{\tfrac {w}{r}}}

### Grafik der Minimalkostenkombination
- Isokostengerade
- Isoquante

Abbildung 2: Die Isoquante

Abbildung 2: Punkt P (Tangentialpunkt)zeigt durch die Kombination von Technologie

und Preise der Inputs eine Minimalkostenkombination für das Outputniveau

der Isoquante {\displaystyle I}.Minimalkostenkombination bedeutet die Herstellung einer 

bestimmten Mengen Output zu möglichst geringen Kosten.

### Die Berechnung
Wie oben bereits erwähnt ist bei der Minimalkostenkombination die Steigung der Isoquante identisch mit jener der Isokostengerade (Optimalitätsbedingungen). Die Steigung der Isoquante entspricht der Grenzrate der technischen Substitution (GRTS) und die Steigung der Isokostengerade entspricht dem Faktorpreisverhältnis.
Daher gilt im Optimum:
{\displaystyle GRTS=-{\tfrac {GP_{L}}{GP_{K}}}=-{\tfrac {w}{r}}}
Alternative Interpretation der kostenminimierenden Inputwahl:
{\displaystyle -{\tfrac {GP_{L}}{GP_{K}}}=-{\tfrac {w}{r}}\Leftrightarrow {\tfrac {GP_{L}}{w}}={\tfrac {GP_{K}}{r}}}
{\displaystyle {\tfrac {GP_{L}}{w}}} entspricht dem zusätzlichen Output, pro zusätzlichem € für den Faktor Arbeit
{\displaystyle {\tfrac {GP_{K}}{r}}} entspricht dem zusätzlichen Output, pro zusätzlichem € für den Faktor Kapital
{\displaystyle \longrightarrow } Im Kostenminimum muss der zuletzt hinzugefügte € jedes Inputfaktors den gleichen zusätzlichen Output erzielen!

## Zeitliche Dimension der Produktion
Kurzfristig kann sich ein Unternehmen nicht an geänderte Rahmenbedingungen anpassen, erst langfristig ist die Minimalkostenkombination erreichbar
Kurzfristig: Zumindest ein Inputfaktor ist in der kurzen Frist fest, also nicht variabel.
Langfristig: Es sind alle eingesetzten Inputfaktoren variabel.